# Kharosti írás
A kharosti írás ősi írás, amelyet az egykori Gandhárában (ma elsősorban Afganisztán és Pakisztán területén) használtak a gándhárí és a szanszkrit nyelvek lejegyzésére. Az abugida írásrendszerhez tartozó írást az i. e. 3. századtól kezdve használták egészen a 3. századig. Gandhárán kívül használták még ezt az írást Baktriában, a Kusán Birodalomban, Szogdiában és a selyemút mentén, ahol bizonyítékok támasztják alá, hogy az írás egészen a 7. századig használatban volt az olyan távolabb eső területeken is, mint Khotan vagy Nija. A kharosti írás Unicode-karaktereinek elhelyezkedése: U+10A00–U+10A5F

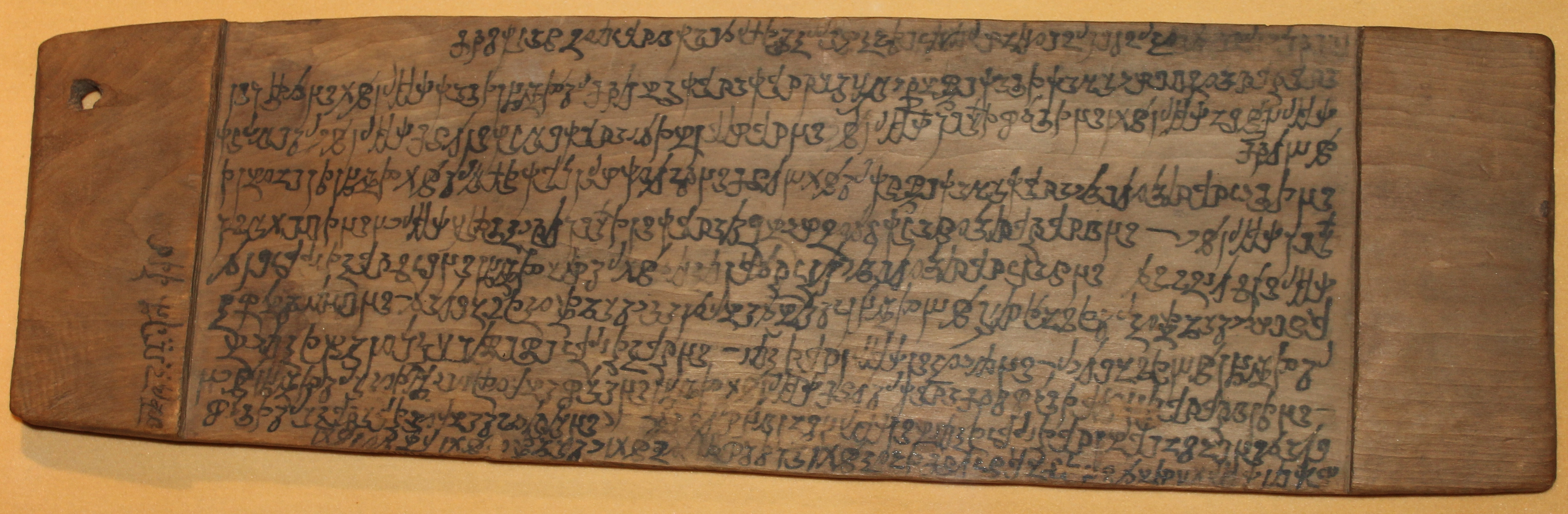
Kharosti kézírást tartalmazó írótábla

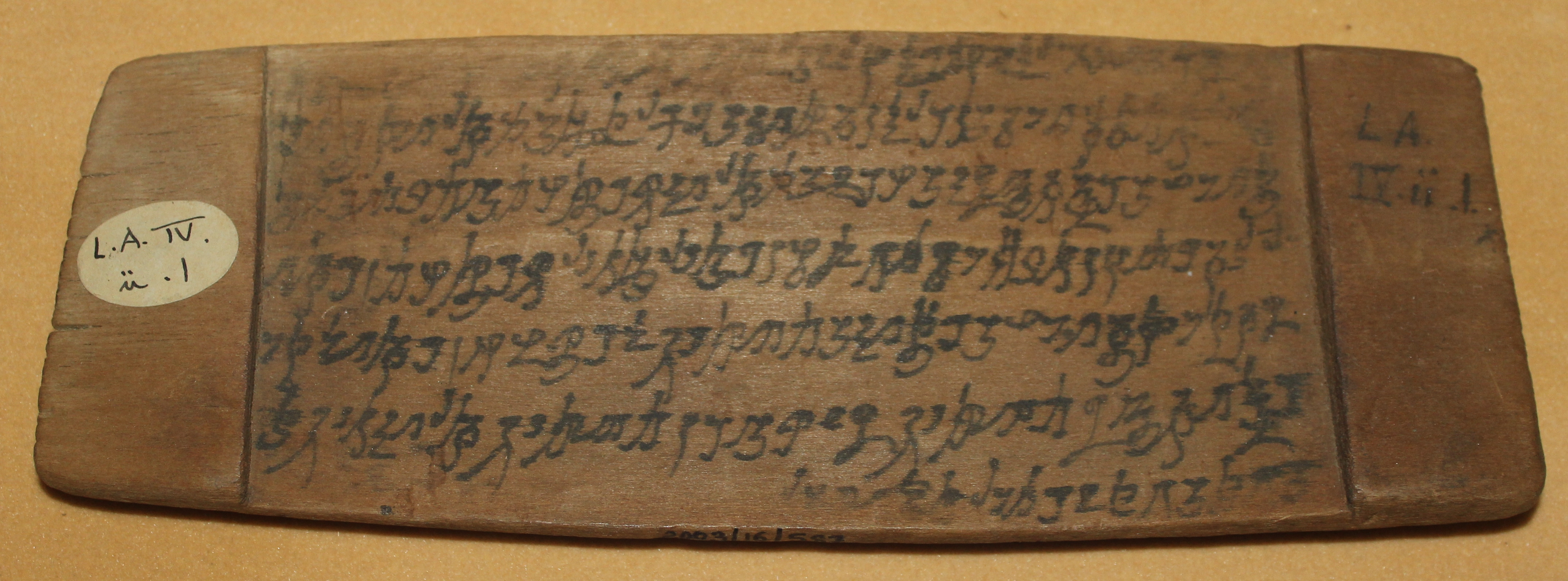
Szinte az összes kharosti betűt és számot tartalmazó írótábla

## Alakja
A kharosti írás főleg jobbról balra történik (A típus), de egyes feliratok (B típus) balról jobbra haladnak, ahogy a késő dél-ázsiai írások esetében is. Mindegyik szótagban szerepel egy rövid /a/ hang, amely mellett a többi magánhangzót diakritikus jelek mutatják. Késői epigrafikus bizonyítékok kimutatták, hogy a betűk sorrendje a kharosti írásban az arapakana ábécé néven elhíresült sorrendet követik. Az ábécé a fennmaradt szanszkrit szövegek alapján a következő:
a ra pa ca na la da ba ḍa ṣa va ta ya ṣṭa ka sa ma ga stha ja śva dha śa kha kṣa sta jñā rtha (vagy ha) bha cha sma hva tsa gha ṭha ṇa pha ska ysa śca ṭa ḍha
A szövegekben eltérő lehet a szótagok száma és sorrendje.
A kharosti írásban csupán egy egyedülálló magánhangzó jel szerepel - a szavak kezdőbetűjeként. Más magánhangzók diakritikus jellel egészülnek ki. Richard Solomon epigrafikus bizonyítékokon keresztül felállította a magánhangzók sorrendjét (a e i o u), amely eltér az indiai írásoknál megszokott sorrendtől (a i u e o). A magánhangzók sorrendje a sémita magánhangzók sorrendjének felel meg. A rövid és a hosszú magánhangzók között nincs különbség a kharosti írásban. Mindkettőre ugyanazt a jelet használják.
Ezt az ábécét használták a gandhárai buddhizmusban a jelenségek természetét leíró költeményekben.

## Betűk
| 𐨀 a | 𐨁 i | 𐨂 u | 𐨅 e | 𐨆 o | 𐨃 ṛ |

| 𐨐 k | 𐨑 kh | 𐨒 g | 𐨓 gh |     |
| 𐨕 c | 𐨖 ch | 𐨗 j |      | 𐨙 ñ |
| 𐨚 ṭ | 𐨛 ṭh | 𐨜 ḍ | 𐨝 ḍh | 𐨞 ṇ |
| 𐨟 t | 𐨠 th | 𐨡 d | 𐨢 dh | 𐨣 n |
| 𐨤 p | 𐨥 ph | 𐨦 b | 𐨧 bh | 𐨨 m |
| 𐨩 y | 𐨪 r  | 𐨫 l | 𐨬 v  |     |
| 𐨭 ś | 𐨮 ṣ  | 𐨯 s | 𐨱 h  |     |

| 𐨲 ḱ | 𐨳 ṭ́h |

## Számok
| ۱   | ۲   | ۳  | ㄨ | ۱ㄨ | ۲ㄨ | ۳ㄨ  | ㄨㄨ | ۱ㄨㄨ |
| --- | --- | -- | -- | --- | --- | ---- | ---- | ----- |
| 1   | 2   | 3  | 4  | 5   | 6   | 7    | 8    | 9     |
|     |     |    |    |     |     |      |      |       |
| ੭   | Ȝ   | ੭Ȝ | ȜȜ | ੭ȜȜ | ȜȜȜ | ੭ȜȜȜ |      |       |
| 10  | 20  | 30 | 40 | 50  | 60  | 70   |      |       |
|     |     |    |    |     |     |      |      |       |
| ʎ۱  | ʎ۲  |    |    |     |     |      |      |       |
| 100 | 200 |    |    |     |     |      |      |       |

A kharosti írásban szerepel néhány szám, amelyeket a római számírásból vettek át. Egy egységet jelölt az „I”, négy egységet jelentett az „X” (talán négy vonal vagy irány jelképeként), tíz egységet a „੭” jel (illetve többszörösei), illetve száz és annak többszörösét a „ʎ” jel. A rendszer az összeadás és a szorzás elvére épül, azonban a római számírásban használt kivonásos rendszer itt nem szerepel.
| 𐩀 1 | 𐩁 2 | 𐩂 3 | 𐩃 4 | 𐩄 10 | 𐩅 20 | 𐩆 100 | 𐩇 1000 |

Megjegyzés: a táblázat jobbról balra olvasandó, ahogy a kharosti abugida.

## Története

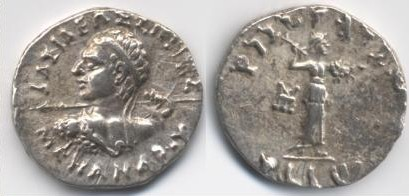
Ezüst kétnyelvű tetradrachma (i. e. 155-130).
előoldal: görög felirat: ΒΑΣΙΛΕΩΣ ΣΩΤΗΡΟΣ ΜΕΝΑΝΔΡΟΥ (BASILEOS SOTEROS MENANDROU) - szó szerint: "A megmentő Menandrosz királyé".
hátoldal: kharosti felirat: MAHARAJA TRATARASA MENADRASA "Megmentő Menandrosz király". Pallasz Athéné jobbra tart villámmal és pajzzsal a kezében - takszilai pénzérme.

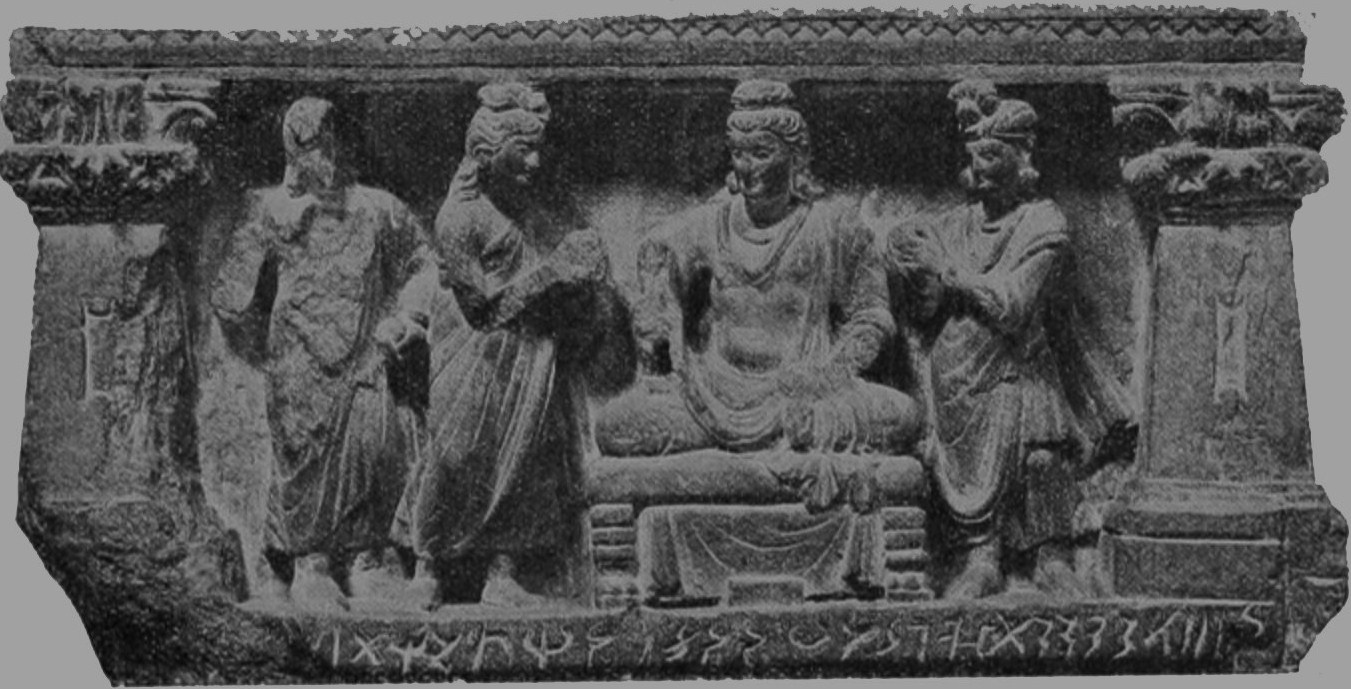
Indo-görög talapzat, amelyen bódhiszattva és ősi kharosti írás szerepel. A 384-ből származó műtárgyat a pakisztáni Gandhára közelében találták. Az eredeti tárgy a British múzeumban került kiállításra.

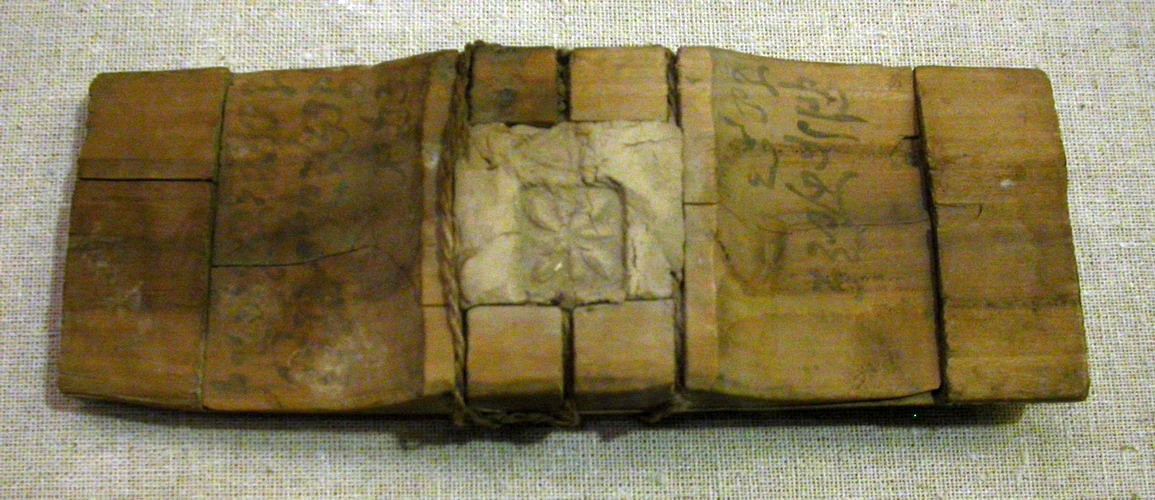
Fa írótábla kharosti írásjelekkel (2-3. század), Hszincsiang melletti romok között találták - Hszincsiang múzeum gyűjteményei között szerepel

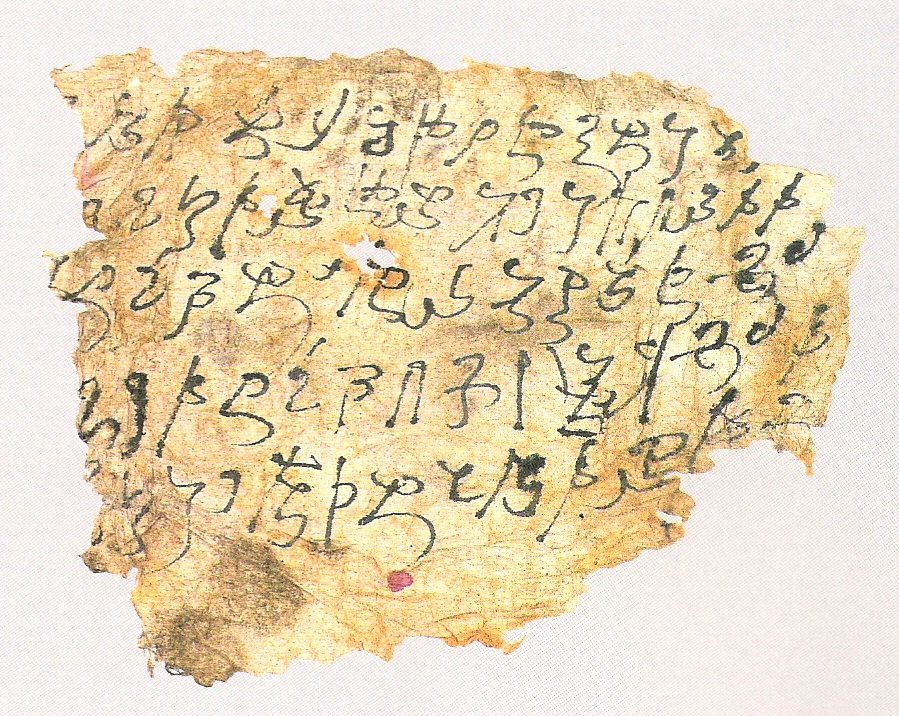
Kharosti írást tartalmazó papírdarab a 2-5. századból, Jingban, keleti Tarim-medence, Hszincsiang-Ujgur Autonóm Terület múzeum.

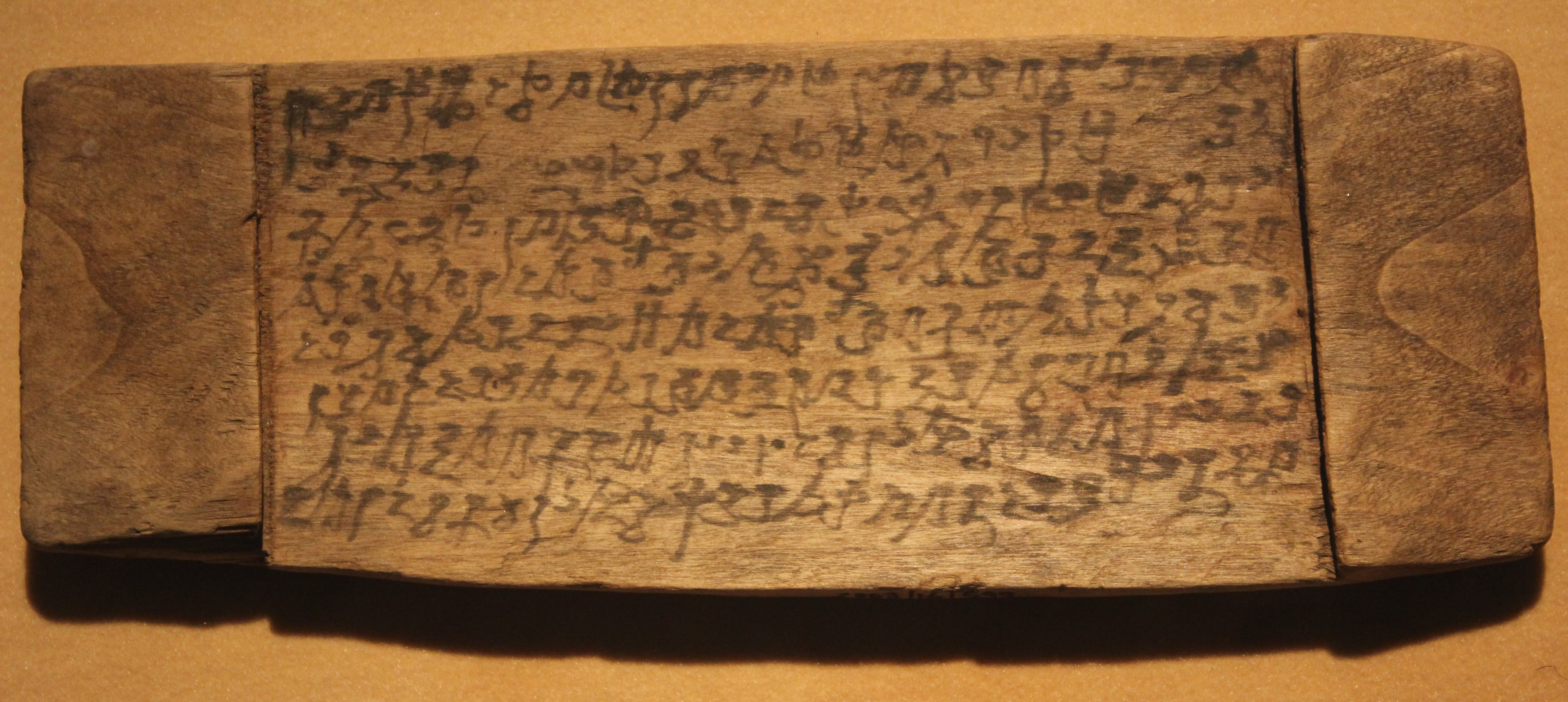
Kharosti írás fa írótáblán, Nemzeti múzeum, Újdelhi

A kharosti írást James Prinsep (1799–1840) fejtette meg az indo-görög királyság (előlapja görög, hátoldala páli, kharosti írással) kétnyelvű érméinek tanulmányozásán keresztül. Ezen keresztül vált lehetővé megfejteni Asóka király rendeleteit is, amelyek szintén ezzel az írással készültek.
A tudósok nem értenek egyet abban, hogy a kharosti írás fokozatosan fejlődött ki, vagy egyetlen szerző alkotásából. Az írásjelek elemzése egyértelmű megfelelőséget mutat az arámi ábécével, jóllehet jelentős átalakításon estek át, hogy jobban illeszkedjenek az indiai nyelvek hangjaihoz. Az egyik elmélet szerint az arámi írás az i. e. 500. környékén érkezett az Indus-folyó térségébe (modern Pakisztán), amikor az Óperzsa Birodalom meghódította ezt a területet. A következő kétszáz évben különböző változásokon esett át, mígnem az i. e. 3. században felvette végleges formáját. Ez szerepel Asóka király rendeleteiben is. Az elmélet egyik nagy hiányossága, hogy a két írás között átmeneti formákat még nem találtak. Az ebből a korból származó feliratok és pénzérmék már egy egységesített formáról tanúskodnak.
A kharosti írás kutatása nemrégiben újból nagy lendületet vett, amikor nyírfakéregre írt kharosti írásos buddhista szövegeket találtak Gandhára területén, az afganisztáni Hadda város közelében, a pakisztáni Haibár-hágótól nyugatra. A kéziratok a British könyvtárba kerültek 1994-ben. Ezek az 1. századból való kéziratok az eddig fennmaradt legősibb buddhista kéziratok.

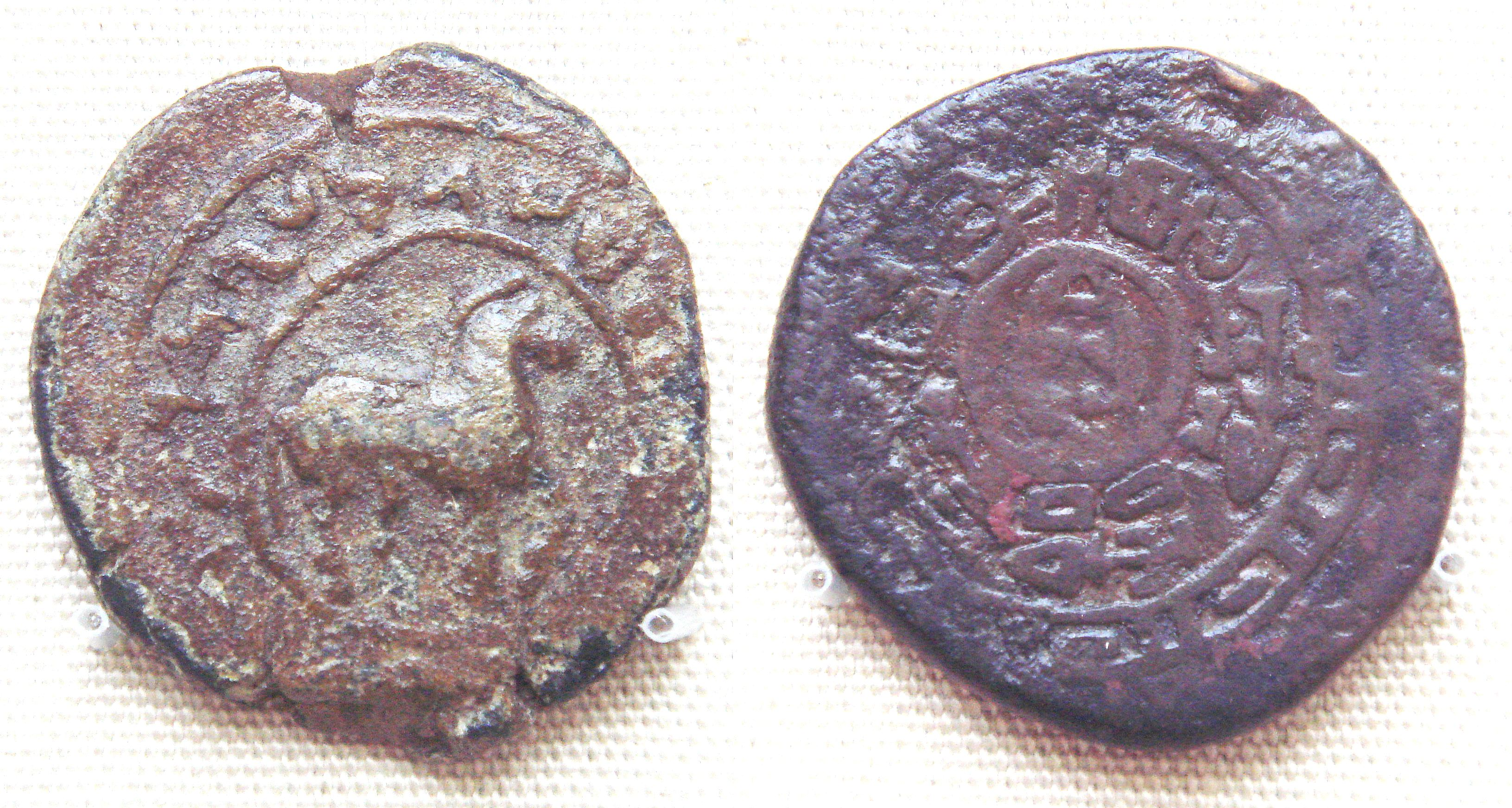
Gurgamoja király (Hotan királyság) érméje - Hotan, 1. század. előoldal: Kharosti felirat: „A királyok nagy királya, Hotan királya, Gurgamoja”. hátoldal: kínai felirat: „Huszonnégy szemes rézérem”

## Unicode
A kharosti írást 2005 márciusában adták hozzá a Unicode rendszerhez, a 4.1. verzió kiadásakor. A kharosti írás Unicode blokkja U+10A00–U+10A5F:
| Kharosti |   |   |   |   |   |   |   |   |   |   |   |   |   |   |   |   |
| | 0 | 1 | 2 | 3 | 4 | 5 | 6 | 7 | 8 | 9 | A | B | C | D | E | F |
| U+10A0x | 𐨀 | 𐨁  | 𐨂  | 𐨃  |   | 𐨅  | 𐨆  |   |   |   |   |   | 𐨌  | 𐨍  | 𐨎  | 𐨏  |
| U+10A1x | 𐨐 | 𐨑 | 𐨒 | 𐨓 |   | 𐨕 | 𐨖 | 𐨗 |   | 𐨙 | 𐨚 | 𐨛 | 𐨜 | 𐨝 | 𐨞 | 𐨟 |
| U+10A2x | 𐨠 | 𐨡 | 𐨢 | 𐨣 | 𐨤 | 𐨥 | 𐨦 | 𐨧 | 𐨨 | 𐨩 | 𐨪 | 𐨫 | 𐨬 | 𐨭 | 𐨮 | 𐨯 |
| U+10A3x | 𐨰 | 𐨱 | 𐨲 | 𐨳 |   |   |   |   | 𐨸  | 𐨹  | 𐨺  |   |   |   |   | 𐨿  |
| U+10A4x | 𐩀 | 𐩁 | 𐩂 | 𐩃 | 𐩄 | 𐩅 | 𐩆 | 𐩇 |   |   |   |   |   |   |   |   |
| U+10A5x | 𐩐 | 𐩑 | 𐩒 | 𐩓 | 𐩔 | 𐩕 | 𐩖 | 𐩗 | 𐩘 |   |   |   |   |   |   |   |
| Megjegyzések 1.↑ U10A00_as_of_Unicode_version: Unicode 8.0 verzió 2.↑ U10A00_grey: A szürke területek a ki nem osztott kódok pontjai |   |   |   |   |   |   |   |   |   |   |   |   |   |   |   |   |

## Jegyzetek

Prakrit nyelvekre mutató wikipédia linkek ikonja

### Nyomtatott
- Dani, Ahmad Hassan. Kharoshthi Primer, Lahore Museum Publication Series - 16, Lahore, 1979
- Falk, Harry. Schrift im alten Indien: Ein Forschungsbericht mit Anmerkungen, Gunter Narr Verlag, 1993 (in German)
- Fussman's, Gérard. Les premiers systèmes d'écriture en Inde, in Annuaire du Collège de France 1988-1989 (in French)
- Hinüber, Oscar von. Der Beginn der Schrift und frühe Schriftlichkeit in Indien, Franz Steiner Verlag, 1990 (in German)
- Nasim Khan, M.(1997).	Ashokan Inscriptions: A Palaeographical Study. Atthariyyat (Archaeology), Vol. I, pp. 131–150. Peshawar
- Nasim Khan, M.(1999). Two Dated Kharoshthi Inscriptions from Gandhara. Journal of Asian Civilizations (Journal of Central Asia), Vol. XXII, No.1, July 1999: 99-103.
- Nasim Khan, M.(2000).  An Inscribed Relic-Casket from Dir. The Journal of Humanities and Social Sciences, Vol. V, No. 1, March 1997: 21-33. Peshawar
- Nasim Khan, M.(2000). Kharoshthi Inscription from Swabi - Gandhara. The Journal of Humanities and Social Sciences, Vol. V, No. 2. September 1997: 49-52. Peshawar.
- Nasim Khan, M.(2004). Kharoshthi Manuscripts from Gandhara. Journal of Humanities and Social Sciences. Vol. XII, Nos. 1 & 2 (2004): 9-15. Peshawar
- Nasim Khan, M.(2009). Kharoshthi Manuscripts from Gandhara (2nd ed.. First published in 2008.
- Norman, Kenneth R.  The Development of Writing in India and its Effect upon the Pâli Canon, in Wiener Zeitschrift für die Kunde Südasiens (36), 1993
- Salomon, Richard. New evidence for a Gāndhārī origin of the arapacana syllabary. Journal of the American Oriental Society. Apr-Jun 1990, Vol.110 (2), p. 255-273.
- Salomon, Richard. An additional note on arapacana. Journal of the American Oriental Society. 1993, Vol.113 (2), p. 275-6.
- Salomon, Richard. Kharoṣṭhī syllables used as location markers in Gāndhāran stūpa architecture. Pierfrancesco Callieri, ed., Architetti, Capomastri, Artigiani: L’organizzazione dei cantieri e della produzione artistica nell’asia ellenistica. Studi offerti a Domenico Faccenna nel suo ottantesimo compleanno. (Serie Orientale Rome 100; Rome: Istituto Italiano per l’Africa e l’Oriente, 2006), pp. 181–224.

### Internetes
- Az összes ismert Kharoṣṭhī (Gandhārī) felirat listája.
- A kharoṣṭhī ábécével kapcsolatos információk - Omniglot
- http://www.andrewglass.org/download.php?fname=Glass_2000&extn=pdf A kharoṣṭhī kézírás paleográfiai elemzése Archiválva 2021. november 11-i dátummal a Wayback Machine-ben - Andrew Glass, Washington Egyetem (2000)
- On The Origin Of The Early Indian Scripts: A Review Article - Richard Salomon, Washington Egyetem (archive.org)
- A Kharoṣṭhī unicode rendszerben történő bekódolásáról szóló cikk